# 軍服 (近世ヨーロッパ)
近世ヨーロッパの軍服（きんせいヨーロッパのぐんぷく）は、17世紀からナポレオン戦争までのヨーロッパ諸国（ロシア、オスマン帝国含む）における軍服の変遷と特徴について述べる。

## 概要
本稿で扱う時期は、ヨーロッパ諸国が常備軍を整備・発達させることにより絶対王政を確立させ、その一環として統一的な軍服が制定された17世紀から、最後まで絶対王政時代の特徴を残した軍服を使用していたナポレオン軍が敗北して消滅するまでの時代である。絶対王政も身分制社会ではあったが、軍隊に制服が導入された事により将校（王侯貴族）と兵士（下層階級）が同じ服（品質には大きな差があったが）を着るようになったという点で、封建制からの服飾面に於ける大きな変化と言える。

## フランス

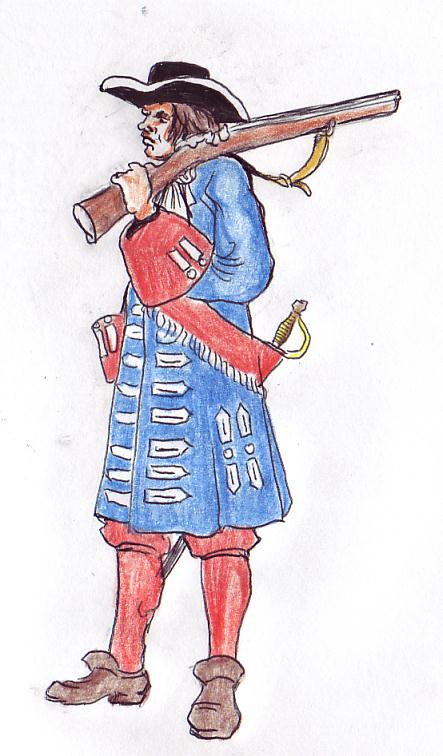
擲弾兵伍長（1672年）
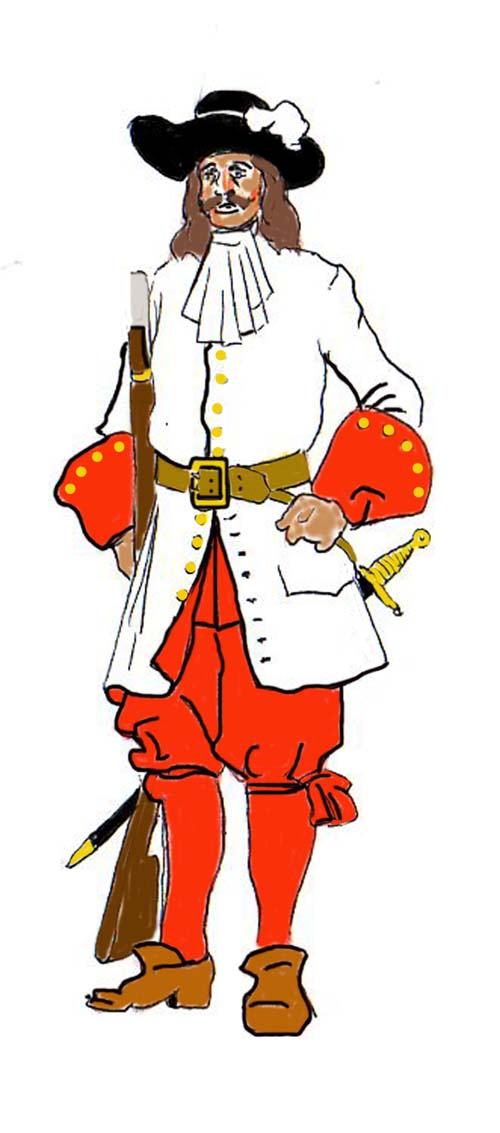
ピカルディ連隊（1672年）
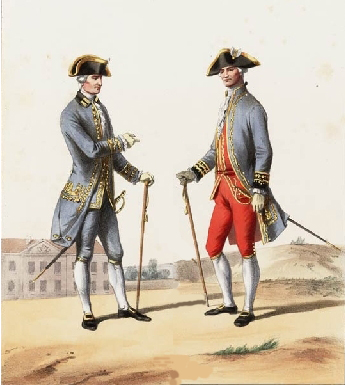
（1786年）

## プロイセン

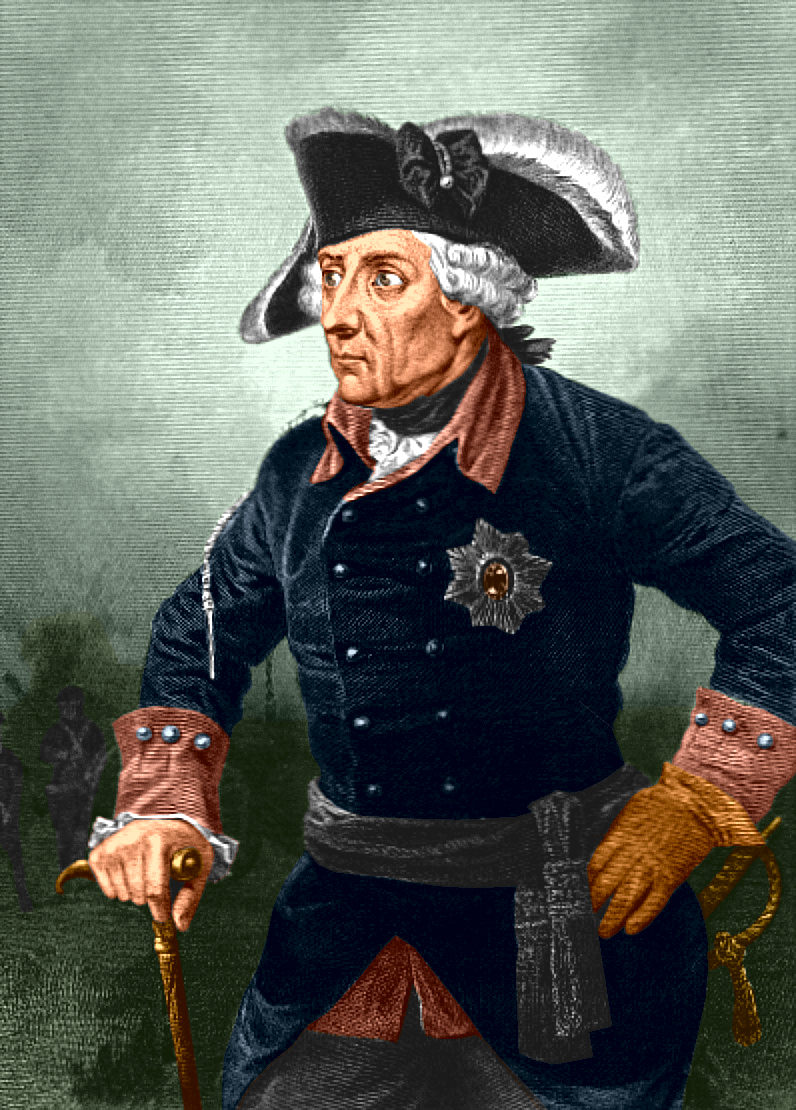
フリードリヒ2世
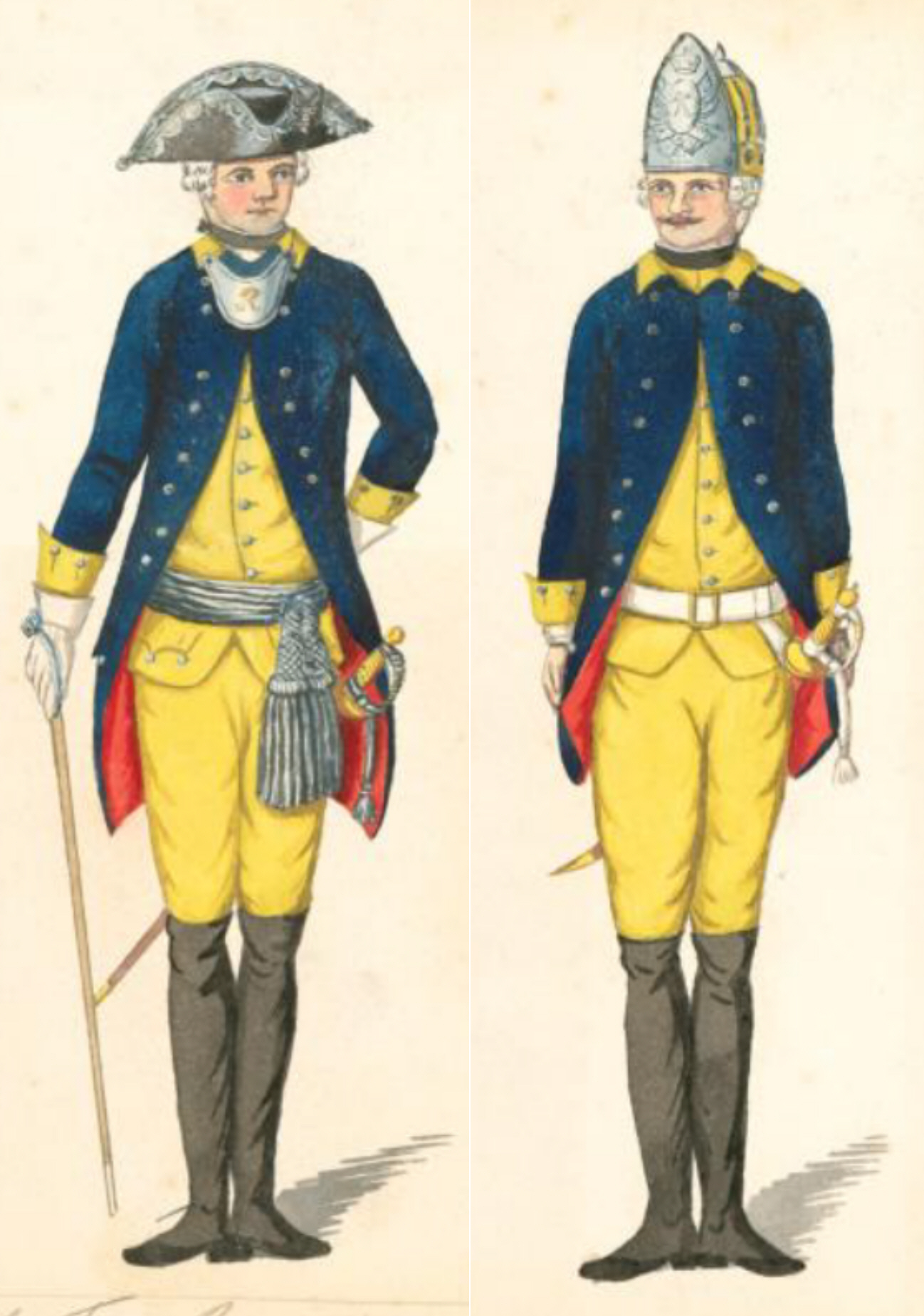
18世紀末のプロイセン第35フュージリア連隊
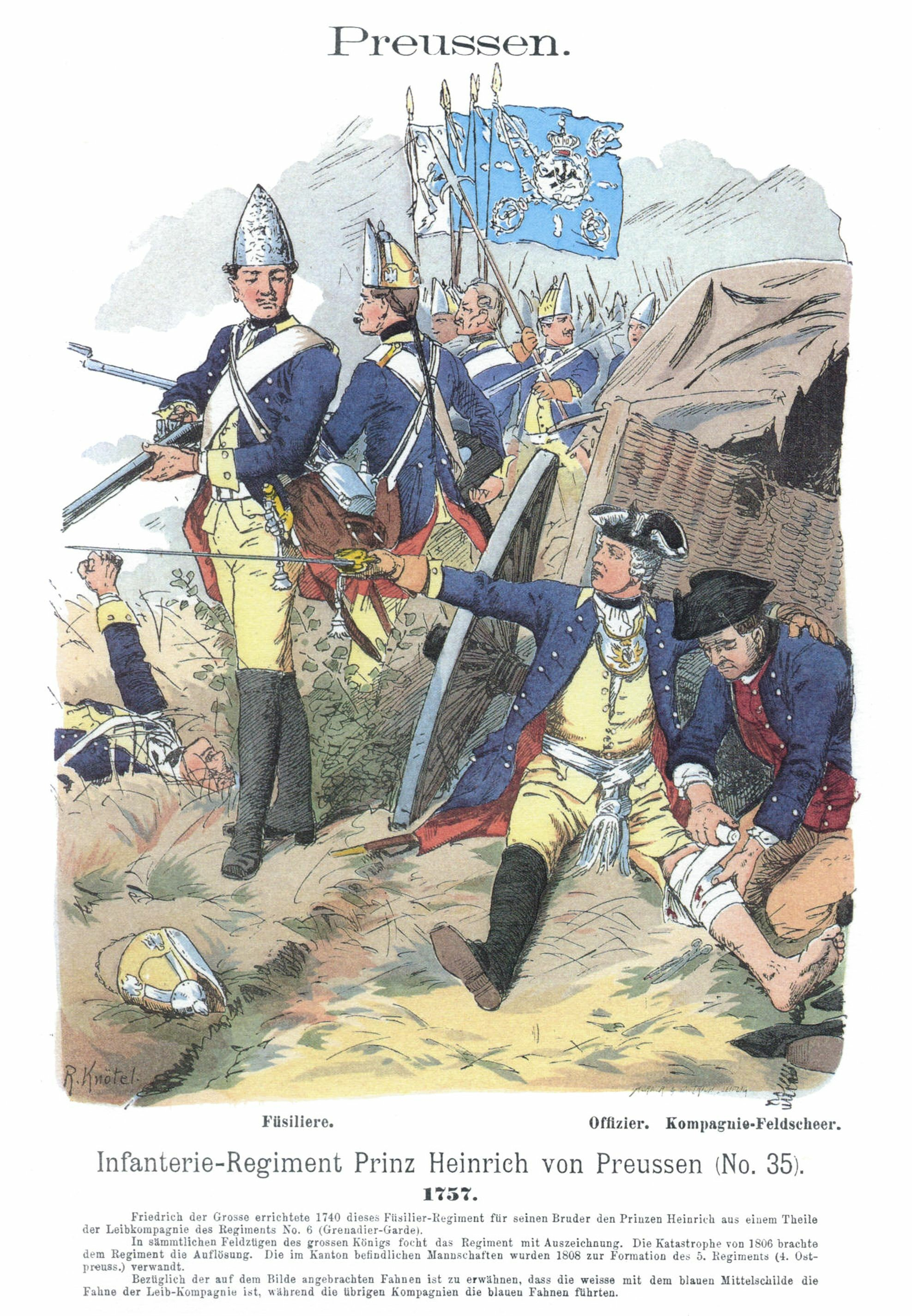
18世紀末のプロイセン第35フュージリア連隊

## スウェーデン

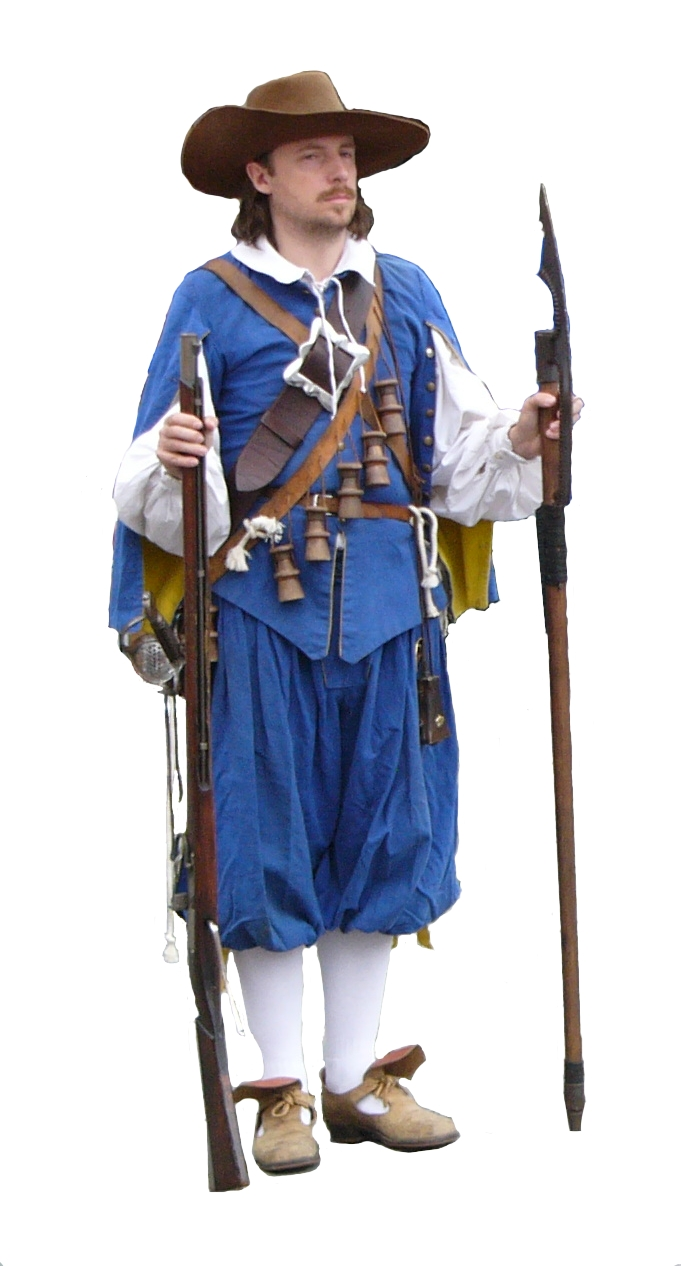
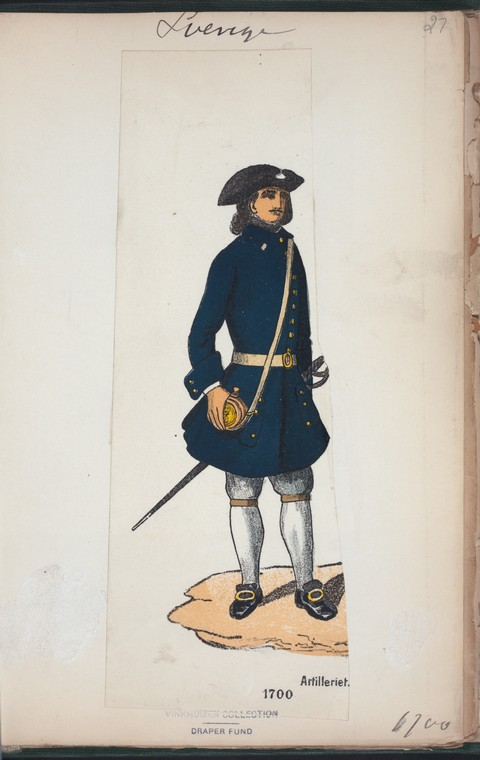

## イギリス（植民地含む）

18世紀の英軍歩兵
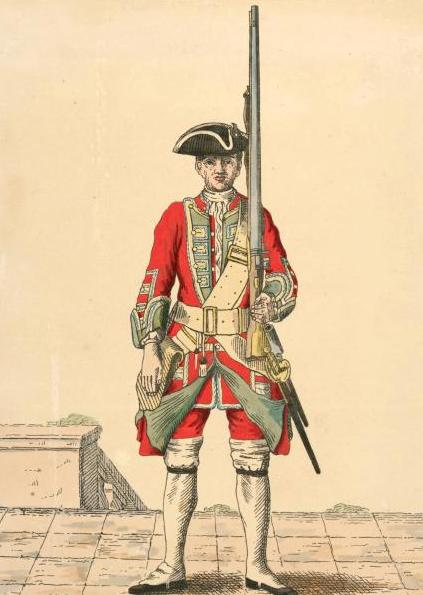
1742年の歩兵(第19歩兵連隊)
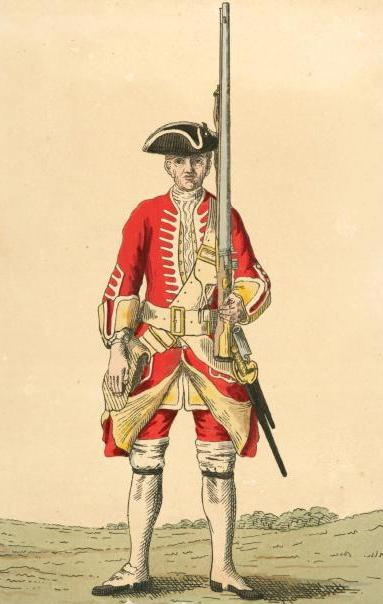
1742年の歩兵(第20歩兵連隊)
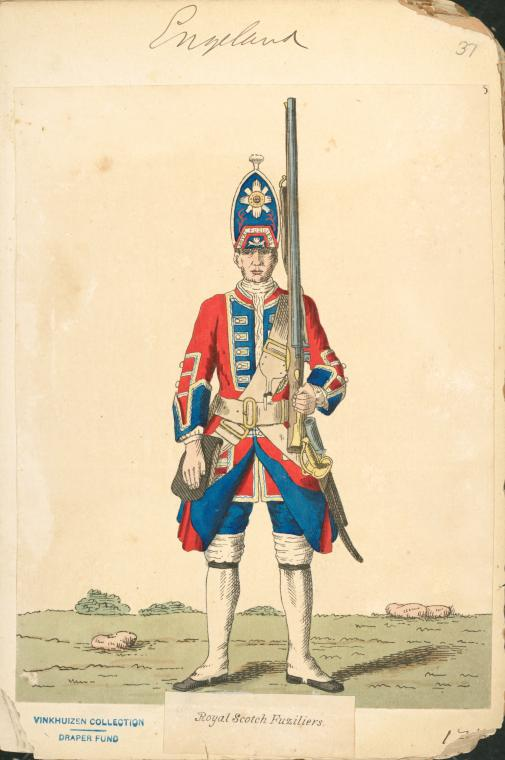
1742年の第21歩兵連隊（ロイヤル・スコッチ・フュージリアーズ）兵士。”ロイヤル”なので折り返しが青、”フュージリアー”なので擲弾兵用の帽子を着用。
1742年の歩兵(第24歩兵連隊)
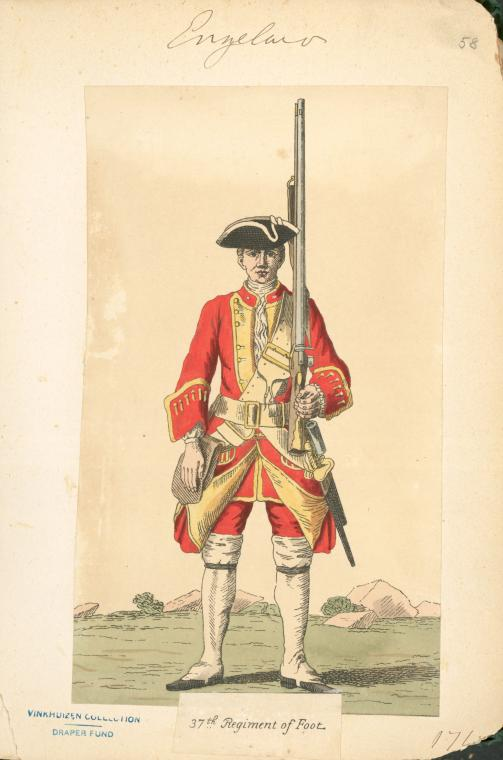
1742年の歩兵(第37歩兵連隊)
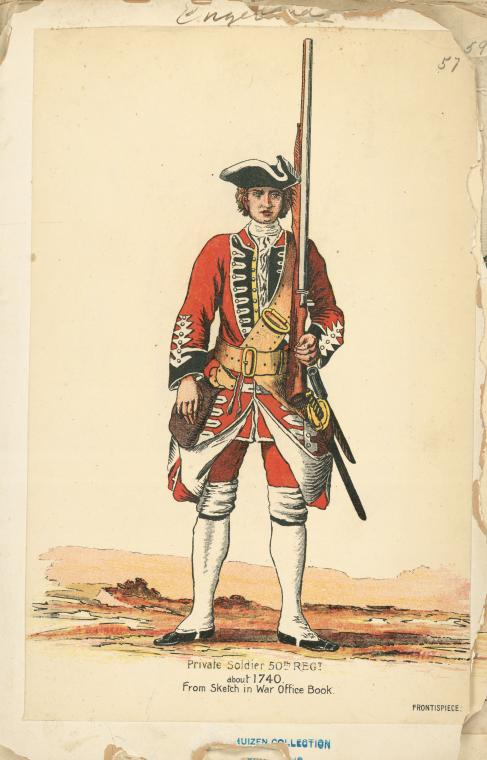
1742年の歩兵(第50歩兵連隊)

## スペイン（植民地含む）

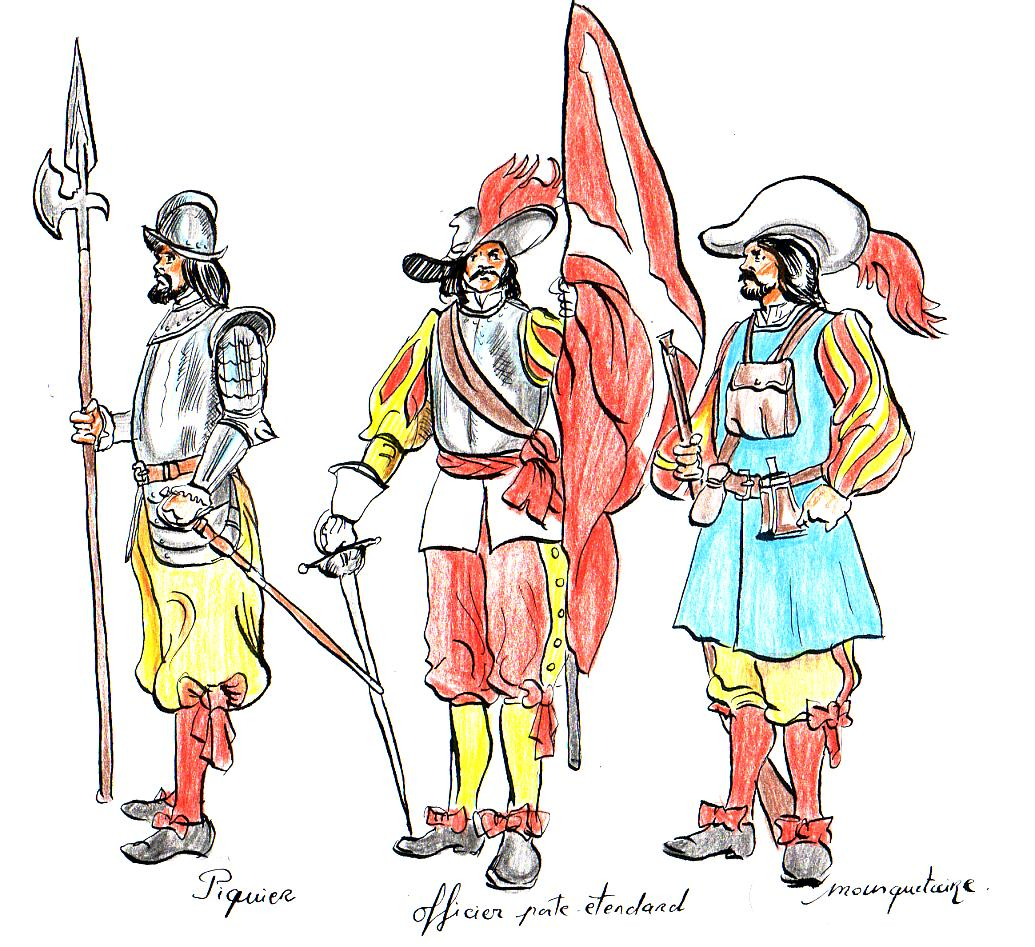
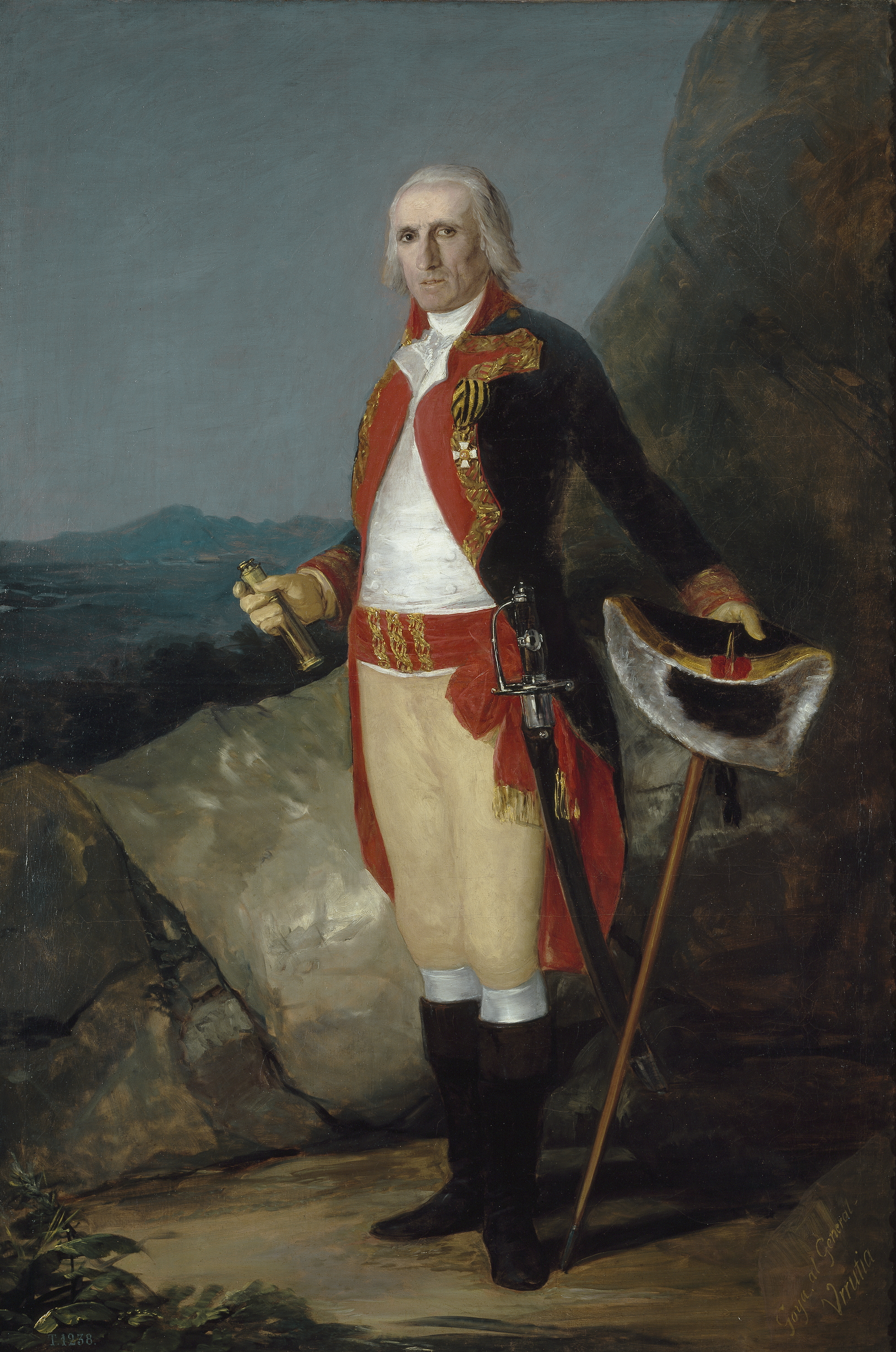

## オスマン帝国

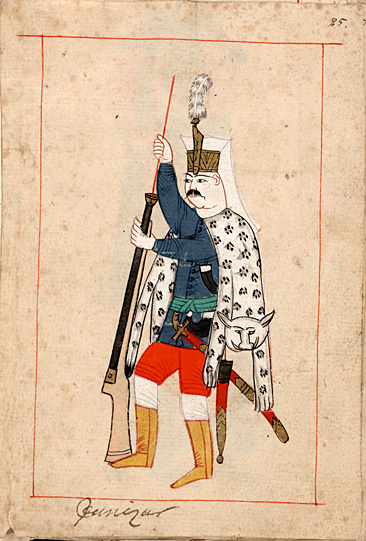
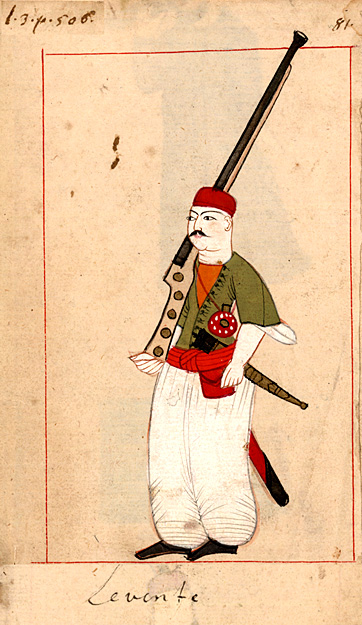
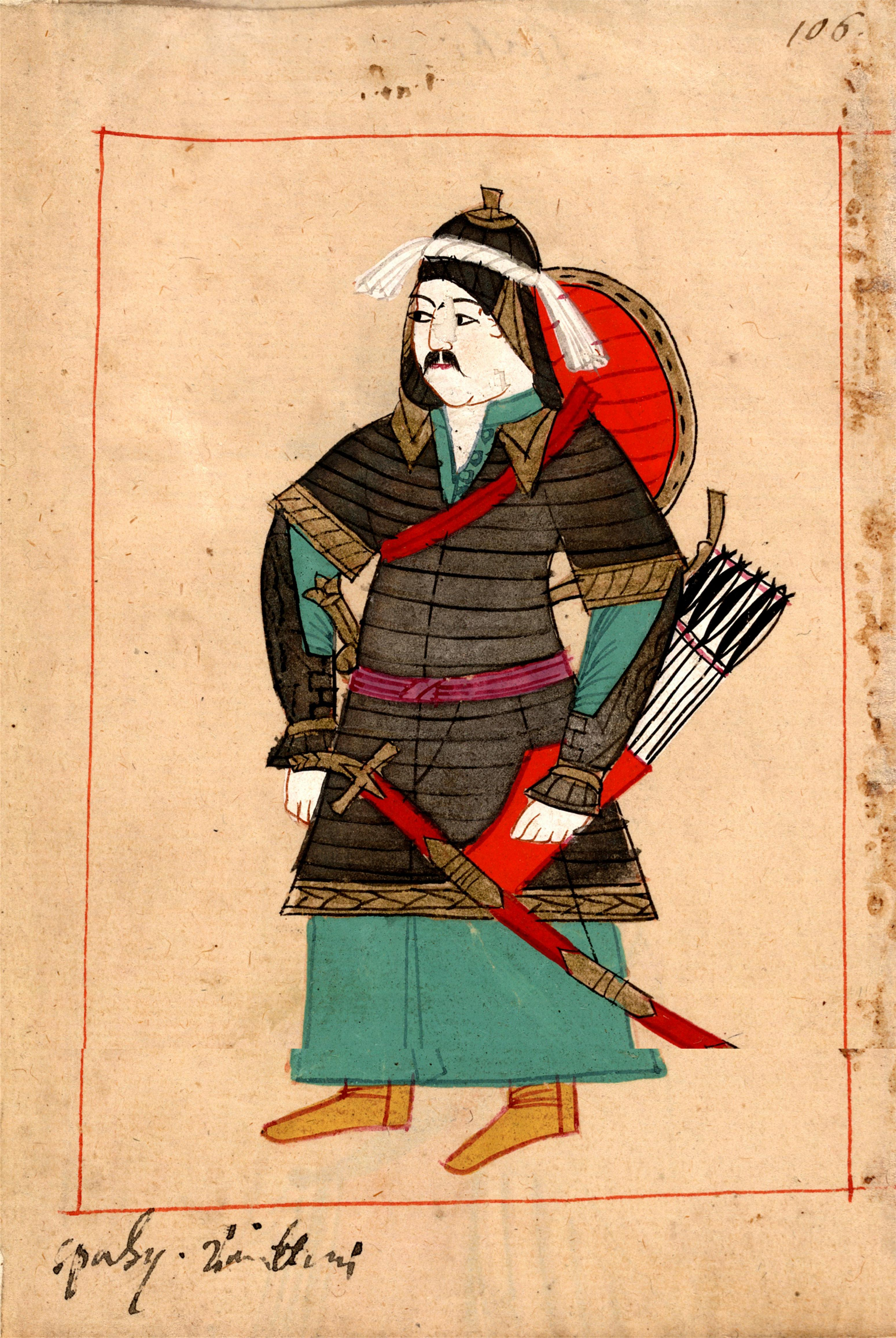